# Symfonie nr. 4 (Lundquist)
Sinfonia ecologica is de bijnaam van de Symfonie nr. 4 van de Zweedse componist en dirigent Torbjörn Lundquist. Hij voltooide het werk in 1985. Het werk kwam voort uit een opdracht van het Göteborg Symfonieorkest ter viering van het vijftigjarig bestaan van het Konserthuset (de concertzaal van het GSO). Het werk is opgedragen aan dat symfonieorkest en haar dirigent Sixten Ehrling, die toen al lang was opgevolgd door Neeme Järvi. Gastdirigent Ehrling en het orkest speelden het op 3 oktober 1985 in een programma waarin na de pauze Symphonie fantastique van Hector Berlioz klonk. Sinds die dag ontbreekt elk muzikaal spoor van de symfonie. Tot nu toe (gegevens 2012) is er geen opname van het werk beschikbaar.
De componist begin in mei 1984 aan het werk, maar kon het toen niet vlot afronden. De symfonie groeide uit tot een groot werk (voor wat betreft tijd), maar de componist bleef erin steken. Uiteindelijk kreeg hij in het voorjaar zijn ideeën bij elkaar en in mei 1985 was de symfonie in grote lijnen af. De basis van de symfonie zijn de eerste zestien maten. Als inspiratiebron noemde de componist Natuurreservaat Saltö in Bohuslän. De Sinfonia ecologica heeft als thema de aantasting van de natuur.
De symfonie kent drie delen:
1. furioso
2. aspettando
3. final.

## Orkestratie
- 3 dwarsfluiten (II ook piccolo), 3 hobo’s (III ook althobo), 3 klarinetten (III ook basklarinet), 3 fagotten (III ook contrafagot)
- 4 hoorns, 3 trompetten, 3 trombones, 1 tuba
- 1 voor 5 pauken, 3 man/vrouw percussie, 2 harpen,  piano/celesta
- violen, altviolen, celli, contrabassen